# Tigers de Dalhousie
Les Tigers de Dalhousie sont le nom porté par les équipes sportives universitaires représentant l'Université Dalhousie, situé à Halifax, Nouvelle-Écosse, Canada. Les Tigers sont un membre du Sport interuniversitaire canadien.

## Équipes universitaires[1]
- Athlétisme (M/F)
- Basket-ball (M/F)
- Cross-country (M/F)
- Football (M/F)
- Hockey sur glace (M/F)
- Natation (M/F)
- Volley-ball (M/F)

### Équipe de football masculin
Championnats du SUA: 2008, 1999, 1997, 1995, 1992, 1991, 1977, 1976, 1975, 1974, 1969, 1960, 1958;
Championnat national: 1995.

### Équipe de football féminin
Championnats du SUA: 2012, 2011, 2001, 2000, 1999, 1998, 1997, 1995, 1994, 1993, 1985, 1984;
Championnat national: 2000, 1999, 1994.

### Équipe de basket-ball masculin
Championnats du SUA: 2015-1916, 2014-1915, 2010-1911, 2008-2009, 1995-1996

### Équipe de basket-ball féminin
Championnats du SUA: 2000-2001, 1995-1996, 1985-1986, 1981-1982, 1979-1980, 1972-1973, 1961-1962, 1955-1956, 1954-1955, 1953-1954, 1952-1953

## Rivalités

### Contre l'Université Sainte-Marie
Il existe une rivalité entre les Tigers et les Huskies de l'Université Sainte-Marie, qui se situe aussi à Halifax.

## Rams de Dalhousie
Le campus agricole de l'Université Dalhousie a ses propres équipes sportives universitaires, appelées «Rams». Les Rams évoluent dans l'Association canadienne du Sport collégial.